# La Nuit du sang
La Nuit du sang est un thriller fantastique écrit par Thomas Tessier, paru en 1979. Le roman est paru en français aux éditions du Rocher (prix Coup de cœur). Il raconte la transformation physique et psychique de Robert Ives.
« Dans les parcs et les rues de Londres, la peur s'installe. On a retrouvé le cadavre affreusement mutilé d'une jeune femme, puis celui d'un jogger.
Quelque part dans la ville, un homme tremble et se tapit. Chaque jour, des visions plus angoissantes enflamment son corps et son esprit.
La police, craignant d'avoir affaire à un nouveau Jack l'Éventreur, tend ses filets.
Et Robert Ives, éperdu, s'engage sur un chemin sanglant qui le mènera jusqu'au bout de l'horreur... »